# 均變論
均變論（英語：Uniformitarianism，又稱齊一論、古今一致論）是由查理斯·萊爾的《地質學原理》一書所提出的，其理論是以英國人詹姆斯·哈顿在1785年和1789年所提出的漸變論所衍伸而來。其思想和漸變論大致相同，且提出了地質時間的概念。該理論對達爾文提出演化論影響甚深，他將演化論視為一種生物均變論。均變論其中精髓的一句話就是：「現在是通往過去的一把鑰匙」（The present is the key to the past），表示一切過去所發生的地質作用都和現在正在進行的作用方式相同，所以研究現在正在進行的地質作用，就可以明瞭過去的地球歷史。這樣的思想後來已經有所修正。與其相反的學說是由居維葉（Georges Cuvier）所提出的災變論。

## 均變論的例外
1. 有些地質事件的形成條件是不復見的，現代無法親見。例如：科馬提岩的形成條件現在已不復見。
2. 萊爾主張地質事件的連續性，但是有些突發性的災變事件。例如：小行星撞地球。
3. 萊爾主張地球的組成之不變性（岩石生物等），但達爾文的天擇說推翻此理論。